# Лёвенхильм, Карл Густав
Граф Карл Густав Лёвенхильм (швед. Carl Gustaf Löwenhielm;
30 января 1790, Вермланд — 18 мая 1858) — шведский военный и государственный деятель.

## Биография

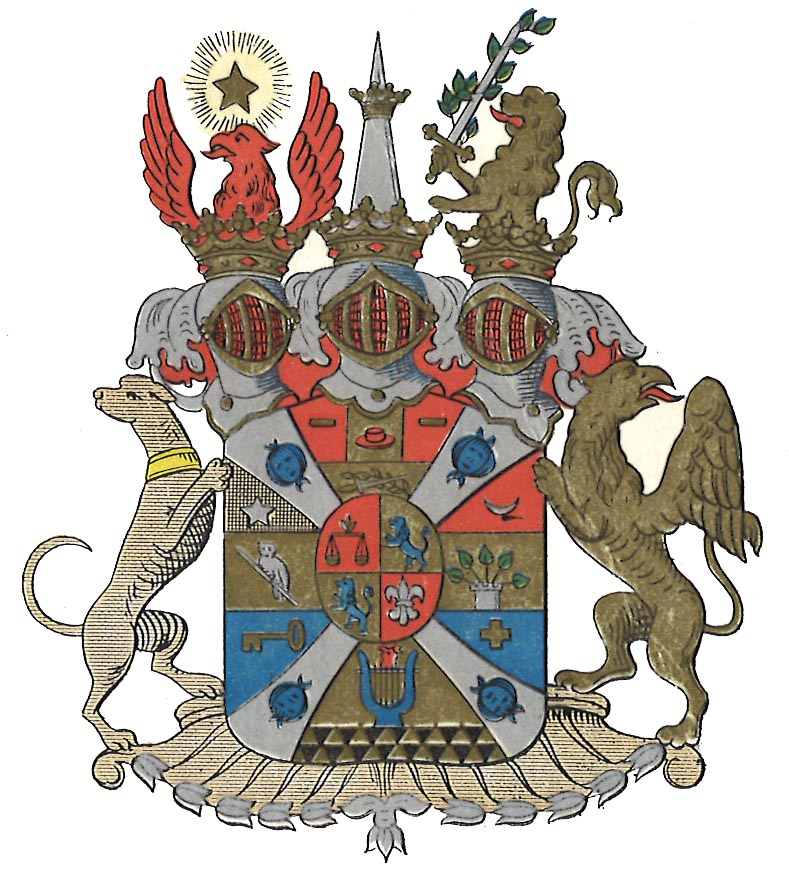
Герб рода Лёвенхильм

Представитель графского рода. Сын графа Карла Лёвенхильма и его жены Агнеты Софии Врангель. С 1803 года — студент Уппсальского университета.
В 1809 году добровольцем вступил в гусарский лейб-гвардейский полк шведской армии, в том же году стал корнетом. С 1811 года служил при дворе Жозефа-Франсуа-Оскара Бернадота, будущего короля Швеции Оскара I.
Участник наполеоновских войн на стороне России. В 1812 году отправился в Россию. Служил военным атташе шведского посольства в Санкт-Петербурге, сопровождал императора Александра I и его штаб во время русской кампании 1812 года. Русский император назначил его своим адъютантом. Участвовал в битве при Бородино, Битве народов, взятии Парижа. 
В 1814 году был отозван со службы в миссии в Санкт-Петербурге. В 1815 году получил чин ротмистра, в 1817 году — майора. В 1818 году стал камергером и получил звание подполковника.
В 1821 году получил чин полковника, Проходил службу в Генеральном штабе Швеции. В 1822 году был отправлен в Королевство Бавария с поручением наследного принца Швеции Оскара Бернадота просить руки Жозефины Лейхтенбергской от его имени.
В 1824 году был назначен на должность посла Швеции в Османской империи и оставался в Стамбуле до 1827 года. Лёвенхильм отрицательно относился к своему назначение в Турцию и считал время, проведенное там, пустой тратой лет. Тем не менее, ему удалось заключить договор с османским правительством, по которому шведским торговым судам было разрешено проходить через Босфор. В 1827 году Лёвенхильм был назначен послом Швеции при Императорском дворе в Вене. Одновременно, с 1828 года был послом в Мюнхене.
В 1835 году был произведен в генерал-майоры, в 1844 году — Генерал-лейтенанты.
Лёвенхильм унаследовал от отца крупную сумму денег, потому отказался от дипломатических обязанностей и поселился в Вермланде в родовом имении.
С 1843 по 1847 год был губернатором лена Гётеборг-Бохус. В 1848 году занимал пост главнокомандующего шведских войск на острове Фюн.
Во время датско-прусской войны командовал отрядом шведско-норвежских добровольцев, успешно сражавшихся на стороне Дании. 
Вышел в отставку в 1856 году и был одним из доверенных лиц короля Оскара I во время Крымской войны.
В сентября 1817 года женился на Жакетте Ауроре Юльденстольпе, дочери генерал-майора Нильса Вексиониуса, 5-го графа Юльденстольпе и любовнице короля Швеции Оскара I. Брак был бездетным и пара развелась в 1828 году. В 1840 году повторно женился на графине Наталье фон Буксгевден (1814—1867), внучке рижского генерал-губернатора Ф. Ф. Буксгевдена.
Награды:
- Орден Серафимов (1849)
- Орден Меча, рыцарь (1-го класса) (1818)
- Орден Полярной звезды, командор (1-го класса) (1829)
- Золотая медаль «За доблесть на поле боя» (1814)
- Орден Данеброг, большой крест (Дания, 1847)
- Орден Святого Владимира 4-й степени (Россия, 1813)
- Медаль «В память Отечественной войны 1812 года» (Россия, 1814)
- Орден Почётного легиона, великий офицер (Франция)